# A Drót szereplőinek listája
Ez a Drót (televíziós sorozat) című amerikai televíziós sorozat szereplőinek listája.

## Az igazságszolgáltatás emberei

### Rendőrök
- Jimmy McNulty
  - Dominic West (magyar hangja: Széles László)
  - Évadok: 1-5. (60 rész)
  - McNulty a gyilkosságiak egyik legjobb nyomozója, a Barksdale-nyomozás tagja. Engedetlensége és önfejűsége miatt azonban állandóan összetűzésben van feletteseivel, elsősorban Rawlsszal. Egyik ilyen ellenszegülése után Rawls áthelyezi a parti őrséghez. Danielsnek köszönhetően azonban tagja lesz a Sobotka-nyomozásnak és a Kiemelt Ügyek Egységének. Saját elhatározásából azonban a nyugati körzethez kéreti át magát, ahol egy ideig utcai járőrként dolgozik. Később visszahelyezik a gyilkosságiakhoz, azonban a hajléktalan-gyilkosságok során tanúsított megkérdőjelezhető tevékenysége miatt olyan kényszerválasztás elé állítják, hogy végül kilép a rendőrség kötelékéből.
- William „Bunk” Moreland
  - Wendell Pierce (magyar hangja: Gesztesi Károly 1. 2. és 3. évadban)
  - Évadok: 1-5. (60 rész)
  - Bunk közkedvelt és kiváló gyilkossági nyomozó. McNulty legjobb barátja, és hasonlóan nem veti meg az alkoholt.
- Shakima „Kima” Greggs
  - Sonja Sohn (magyar hangja: Fullajtár Andrea)
  - Évadok: 1-5. (60 rész)
  - Kábítószerügyi nyomozó, Herc és Carver mentora, főnöke. A Barksdale- és a Sobotka-nyomozás résztvevője, később a Kiemelt Ügyek Egységének tagja, amikor azonban ott ellehetetlenítik, gyilkossági nyomozónak áll.
- Ellis Carver
  - Seth Gilliam (magyar hangja: Rajkai Zoltán)
  - Évadok: 1-5. (60 rész)
  - A kábítószereseknél dolgozott, Kima szárnyai alatt, majd vele együtt részt vesz a Barksdale- és a Sobotka-nyomozásokban, majd a nyugati körzetben helyezkedik el eleinte őrmesterként, később hadnagyként.
- Thomas „Herc” Hauk
  - Domenick Lombardozzi (magyar hangja: Balázs Zoltán)
  - Évadok: 1-5. (60 rész)
  - Herc ígéretes kábítószeres nyomozó volt, majd a Kiemelt Ügyek Egységének tagja, erőszakos hajlama miatt azonban kirúgják a rendőrségtől. Ezután az alvilág ügyvédjének, Levynek lesz bizalmas embere, magánnyomozója.
- Lester Freamon
  - Clarke Peters (magyar hangja: Szélyes Imre)
  - Évadok: 1-5. (59 rész)
  - Freamon hosszú száműzetés után kap végre ismét nyomozói munkát, amikor tagja lesz a Barksdale ellen nyomozó egységnek, majd a Kiemelt Ügyek Egységének. Hatalmas tapasztalata, bölcsessége és türelme az egész egységet előre viszi. Később a gyilkosságiakhoz kerül nyomozóként. A hajléktalan-gyilkosságok során tanúsított megkérdőjelezhető tevékenysége miatt olyan kényszerválasztás elé állítják, hogy végül kilép a rendőrség kötelékéből.
- Leander Sydnor
  - Corey Parker Robinson (magyar hangja: Csőre Gábor)
  - Évadok: 1., 3-5. (45 rész)
  - Sydnor rendkívül tehetséges, fiatal nyomozó, a Barksdale-nyomozás egyik leghasznosabb tagja. A Sobotka elleni nyomozásban nem vesz részt, később azonban ő is a Kiemelt Ügyek Egységének tagja lesz.
- Roland „Prez” Pryzbylewski
  - Jim True-Frost (magyar hangja: Rába Roland)
  - Évadok: 1-5. (50 rész)
  - Valchek őrnagy veje, ennek köszönhetően kerül a Barksdale-nyomozás tagjai közé. Hamar megmutatkozik tehetsége a jó értelemben vett papírmunka iránt, s a Kiemelt Ügyek egységének nélkülözhetetlen tagja lesz. Miután véletlenül lelő egy rendőrt, elhagyja a rendőrséget, s matematikatanárként helyezkedik el egy baltimore-i iskolában.
- Ervin H. Burrell
  - Frankie Faison (magyar hangja: Papp János)
  - Évadok: 1-5. (47 rész)
  - Baltimore rendőrkapitánya, amíg Royce a polgármester, megingathatatlan a pozíciója, amikor azonban Carcetti hatalomra kerül, napvilágot lát, hogy a bűnözési statisztikákat rendszeresen meghamisította, ezért lemondatják.
- William A. Rawls
  - John Doman (magyar hangja: Hegedűs D. Géza)
  - Évadok: 1-5. (60 rész)
  - A rendőrkapitány helyettese, majd rövid ideig rendőrkapitány, végül Maryland állami rendőrségének parancsnoka lesz, köszönhetően kiváló alkalmazkodóképességének és annak, hogy mindig tudja kinek az oldalára kell állnia. Igazi karrierista, aki mindent megtesz az előmenetelért. McNulty-val kölcsönösen utálják egymást, nem egyszer konfliktusuk is akad egymással.
- Cedric Daniels
  - Lance Reddick (magyar hangja: Kálid Artúr)
  - Évadok: 1-5. (60 rész)
  - A Barksdale elleni nyomozás vezetője, később a Kiemelt Ügyek Egységének vezetője. Később őrnagyként a nyugati körzet parancsnoka. Carcetti pedig őt szemeli ki rendőrkapitánynak, Rawls utódjaként. E megbízatásról azonban lelkiismereti okokból hamar lemond, visszavonul és ügyvédként helyezkedik el.
- Major Valchek
  - Al Brown
  - Évadok: 1-5. (19 rész)
  - Valchek őrnagy a délkeleti körzet parancsnoka, a Sobotka elleni nyomozás elindítója (más kérdés, hogy erre nem szakmai, pusztán magánjellegű okai voltak). Rendkívül jó kapcsolatokat ápol a város vezetésével, ennek köszönhetően ő lesz Daniels utódja a rendőrkapitányi székben.
- Jay Landsman
  - Delaney Williams (magyar hangja: Csuja Imre)
  - Évadok: 1-5. (45 rész)
  - Landsman a gyilkossági egység vezetője, őrmesteri rangban.
- Howard „Bunny” Colvin
  - Robert Wisdom
  - Évadok: 2-5. (27 rész)
  - Colvin a nyugati körzet parancsnoka volt, őrnagyi rangban, Hamsterdam néven elhíresült drogliberalizációs kísérlete miatt azonban elveszíti állását. Később egy a kezelhetetlen gyermekekkel foglalkozó kísérlet résztvevője lesz, majd pedig Namond Brice nevelését vállalja magára, hogy a tehetséges fiút megmentse a rá váró kilátástalan élettől.
- Beatrice „Beadie” Russell
  - Amy Ryan
  - Évadok: 2-5. (20 rész)
  - A kikötői rendőrség tagja, a Sobotka-nyomozás résztvevője. Később McNulty élettársa.

### FBI
- Terrance „Fitz” Fitzhugh
  - Doug Olear (magyar hangja: Széles Tamás)
  - Évadok: 1-3., 5. (13 rész)
  - Fitz a Szövetségi Nyomozóiroda különleges ügynöke és McNulty barátja. Fitznek köszönhető, hogy a Barksdale elleni nyomozásban a legmodernebb technikai eszközök kerültek bevetésre, valamint a Sobotka elleni nyomozásban is részt vesz. Fitz karaktere egy igazi FBI-ügynökön, Jake Fitzsimmonson alapul, aki az akkor még nyomozó Ed Burnsszel dolgozott együtt.

### Ügyészek
- Rhonda Pearlman
  - Deirdre Lovejoy (magyar hangja: Bertalan Ágnes)
  - Évadok: 1-5. (60 rész)
  - Az államügyész drogügyekkel foglalkozó általános helyettese, a lehallgatásokkal kapcsolatos eljárás kiváló ismerője. Később az életellenes bűncselekményekre specializálódik, az ötödik évad végére pedig álmai beteljesüléseként bírói megbízatást kap. Kezdetben McNulty szeretője, végül mégis Daniels hadnagy élettársa lesz.

### Bírók
- Daniel Phelan
  - Peter Gerety (magyar hangja: Bács Ferenc)
  - Évadok: 1-3., 5. (15 rész)
  - Phelan bíró Jimmy McNulty barátja, kettejük kapcsolata akkor kezdődött, amikor Phelan még ügyészként dolgozott. Phelan bíró az, akinek nyomására létrehozzák a Barksdale banda után nyomozó egységet, amely Kiemelt Ügyek Egysége néven később állandó státuszt kap a rendőrség szervezetében.

## A bűnözők
- Avon Barksdale
  - Wood Harris (magyar hangja: Nagy Ervin)
  - Évadok: 1-3., 5. (38 rész)
- Russell „Stringer” Bell
  - Idris Elba (magyar hangja: Kamarás Iván)
  - Évadok: 1-3. (37 rész)
- D'Angelo Barksdale
  - Larry Gilliard Jr. (magyar hangja: Szabó Máté)
  - Évadok: 1-2. (18 rész)
- Roland „Wee-Bey” Brice
  - Hassan Johnson (magyar hangja: Papp Dániel)
  - Évadok: 1-5. (19 rész)
- Preston „Bodie” Broadus
  - J.D. Williams (magyar hangja: Fenyő Iván)
  - Évadok: 1-4. (42 rész)
- Joseph „Megbízható Joe” Stewart
  - Robert F. Chew
  - Évadok: 1-5. (24 rész)
- Melvin „Cheese” Wagstaff
  - Method Man
  - Évadok: 2-5. (13 rész)
- Marlo Stanfield
  - Jamie Hector
  - Évadok: 3-5. (32 rész)
- Chris Partlow
  - Gbenga Akinnagbe
  - Évadok: 3-5. (30 rész)
- Felicia „Snoop” Pearson
  - Felicia Pearson
  - Évadok: 3-5. (25 rész)
- Michael Lee
  - Tristan Wilds
  - Évadok: 3-5. (23 rész)
- Frank Sobotka
  - Chris Bauer
  - Évadok: 2. (12 rész)
- Nickolas „Nick” Sobotka
  - Pablo Schreiber
  - Évadok: 2., 5. (13 rész)
- Chester „Ziggy” Sobotka
  - James Ransone
  - Évadok: 2. (12 rész)
- „A görög”
  - Bill Raymond
  - Évadok: 2., 5. (10 rész)
- Spiros „Vondas” Vondopoulos
  - Paul Ben-Victor
  - Évadok: 2., 4-5. (17 rész)
- Omar Little
  - Michael K. Williams (magyar hangja: Dolmány Attila)
  - Évadok: 1-5. (51 rész)

## Ügyvédek
- Maurice „Maury” Levy
  - Michael Kostroff (magyar hangja: Kapácsy Miklós)
  - Évadok: 1-5. (25 rész)
  - Rendkívül felkészült védőügyvéd, aki a drogügyekre specializálódott. Mind a Barksdale-banda, mind Proposition Joe szervezetének, mind a Stenfield-banda védelmét ő látja el, valamint segít nekik a drogpénz tisztára mosásában.

## Politikusok
- R. Clayton „Clay” Davis
  - Isiah Whitlock Jr.
  - Évadok: 1-5. (rész)
  - Maryland állam szenátusának szenátora. A korrupt politikus archetípusa.
- Clarence V. Royce
  - Glynn Turman
  - Évadok: 3-5. (22 rész)
  - Baltimore polgármestere, míg Carcetti le nem taszítja „trónjáról”.
- Thomas „Tommy” Carcetti
  - Aidan Gillen (magyar hangja: Őze Áron)
  - Évadok: 3-5. (35rész)
  - Ambiciózus ifjú politikus, aki fehér bőrszíne ellenére a fekete többségű Baltimore-ban, fekete jelöltek (Royce és Gray) ellen tud győzni a demokrata előválasztáson, majd meg is szerzi a polgármesteri címet. Később Maryland állam kormányzója lesz.
- Odell Watkins
  - Frederick Strother
  - Évadok: 3-5. (15 rész)
  - Az egyik legbefolyásosabb baltimore-i politikus. Kegyeit mindenki keresi, aki csak polgármester akar lenni.
- Nerese Campbell
  - Marlyne Afflack
  - Évadok: 4-5. (12rész)
  - Baltimore város közgyűlésének demokrata elnöke.
- Anthony Gray
  - Christopher Mann
  - Évadok: 3-4. (13rész)
  - Fiatal politikus, Carcetti másik ellenfele az előválasztáson.

## Újságírók
- Augustus „Gus” Haynes
  - Clark Johnson
  - Évad: 5. (10 rész)
  - A Baltimore Sun városi rovatának szerkesztője, Scott és Alma közvetlen felettese. Igazi régivágású újságíró, akit a cikk valóságtartalma jobban érdekel, mint az, hogy lehet-e vele Pulitzer-díjat nyerni.
- Scott Templeton
  - Tom McCarthy
  - Évad: 5. (10 rész)
  - A Baltimore Sun újságírója. Törtető, az előrejutásért és a sikerért mindenre hajlandó ember, aki attól sem riad vissza, hogy kitalációit valós történetekként közölje az újságban, még akkor sem, ha ezzel veszélyezteti annak hírnevét.
- Alma Gutierrez
  - Michelle Paress
  - Évad: 5. (10 rész)
  - A Baltimore Sun újságírója, a Gus-féle irányzat képviselője.
- Thomas Klebanow
  - David Costabile
  - Évad: 5. (10 rész)
  - A Baltimore Sun szerkesztője. A Pulitzer-díj megszerzése érdekében szemet huny Scott módszerei felett.

## További fontosabb szereplők
- Reginald „Bubbles” Cousin
  - Andre Royo (magyar hangja: Bezerédi Zoltán)
- Dennis „Cutty” Wise
  - Chad Coleman
- Duquan „Dukie” Weems
  - Jermaine Crawford
- Randy Wagstaff
  - Maestro Harrell
- Namond Brice
  - Julito McCullum
- Butchie
  - S. Robert Morgan